# Cecilia Tait
Pour les articles homonymes, voir Tait.
Cecilia Roxana Tait Villacorta, née le 2 mai 1962 à Lima, est une joueuse de volley-ball et une femme politique péruvienne.
Surnommée La Zurda del Oro (la gauchère d'or), elle évolue en équipe du Pérou de volley-ball féminin dans les années 1980. Elle se reconvertit ensuite dans la politique et est élue députée au Congrès du Pérou pour le parti Pérou possible aux élections générales péruviennes de 2000. De nouvelles élections ont lieu en 2001, où elle est réélue pour un mandat de cinq ans.

## Palmarès sportif
- Jeux olympiques
  -  Médaille d'argent en volley-ball en 1988 à Séoul

- Championnat du monde de volley-ball féminin
  -  Médaille d'argent en 1982 au Pérou
  -  Médaille de bronze en 1986 en Tchécoslovaquie

- Jeux panaméricains
  -  Médaille d'argent en 1979 à San Juan
  -  Médaille d'argent en 1987 à Indianapolis
  -  Médaille de bronze en 1983 à Caracas

- Championnat d'Amérique du Sud de volley-ball féminin
  -  Médaille d'or en 1979 à Rosario
  -  Médaille d'or en 1983 à São Paulo
  -  Médaille d'or en 1985 à Caracas
  -  Médaille d'or en 1987 à Montevideo